# Клинальная изменчивость
Клинальная изменчивость (от др.-греч. κλίνειν, клинайн — склоняться) — более или менее плавное  изменение значения признаков того или иного биологического вида в зависимости от его места обитания. Такой тип изменчивости характерен для свободно скрещивающихся организмов, образующих большие непрерывные популяции. Обычно она имеет адаптивный (приспособительный) характер и связана с плавным изменением условий среды. Клинальная изменчивость является результатом, с одной стороны, естественного отбора, приспосабливающего каждую популяцию к местным условиям среды, а, с другой стороны — результатом скрещивания и миграций, сглаживающих различия между популяциями. Термин клин (англ. сline) был впервые использован в этом значении Джулианом Хаксли в 1938 году.
Закономерности клинальной изменчивости описываются несколькими правилами. Так, согласно правилу Бергмана, у теплокровных животных (птиц и млекопитающих) в Северном полушарии особи северных популяций вида крупнее, чем особи южных популяций, что связано с тем, что на севере «выгодно» быть крупным, чтобы больше производить тепла и меньше его отдавать, а на юге выгодно быть мелким. Также известно правило Аллена, согласно которому у млекопитающих особи из северных популяций вида имеют более короткие уши, хвост и лапы, а на юге — более длинные, что также связано с механизмами терморегуляции, поскольку выступающие части тела способствуют теплоотдаче. Сформулировано также правило Глогера, согласно которому у теплокровных животных особи из популяций, обитающих в районах с теплым и влажным климатом, имеют более насыщенную окраску, а окраска особей из местностей с холодным и сухим климатом более тусклая. Это, возможно, связано с особенностями синтеза пигментов.
Обычно внутривидовая клинальная изменчивость не считается основанием для выделения подвидов, подвиды  выделяют в случае дискретной (прерывистой, скачкообразной) изменчивости. 